# الديمقراطي الأمريكي
الديمقراطي الأمريكي: أو تلميحات على العلاقات الاجتماعية والمدنية من الولايات المتحدة الأمريكية (بالإنجليزية:  The American Democrat: Or, Hints on the Social and Civic Relations of the United States of America)‏ هو مقال سياسي كتبه المؤلف الجمهوري الأمريكي جيمس فينيمور كوبر، ونشر في البداية في ولاية نيويورك في عام 1838. ووضع الكتاب أصلا ككتاب مدرسي عن الديمقراطية الجمهورية الأمريكية، ويحلل القوى الاجتماعية التي تشكل هذا النظام، ويمكن في النهاية أن تفسده.
وكان العمل بمثابة لائحة اتهام للرأي العام، حيث ناقش كوبر أن له القدرة على إفساد الآداب العامة والديمقراطية. لم يثر المقال فضول الجمهور مثل الرواية، فلم يتم شراؤه في الولايات المتحدة أو نشره في أوروبا. إلا أن المقال قدم الأطر والمفاهيم الفكرية لعملين أدبيين لاحقين: الطريق الي الوطن" وتتمته "العثور على الوطن". وخلافا لأعماله السابقة التي وضع فيها أسس الأدب الأمريكي، ينسب هذا المقال أنه ساعد كوبر بوضع هوية جديدة له ككاتب يكشف الرذائل في المجتمع.